# General Aircraft Hotspur

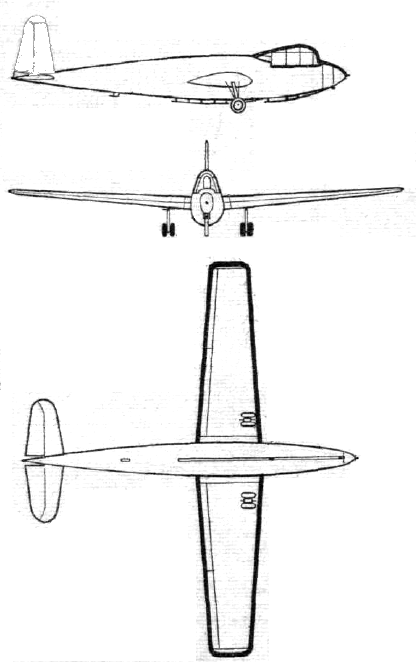
General Aircraft G.A.L. 48 Hotspur

General Aircraft GAL.48 Hotspur là một loại tàu lượn quân sự của Anh, do công ty General Aircraft Ltd thiết kế chế tạo trong Chiến tranh thế giới II.

## Biến thể
Hotspur Mk I
Hotspur Mk II
Hotspur Mk III
Twin Hotspur

## Quốc gia sử dụng

Hotspur Mk II sơn màu của RCAF, 1942

Anh Quốc
- Lục quân Anh
- Không quân Hoàng gia

 Canada
- Không quân Hoàng gia Canada

 United States
- Không quân Lục quân Hoa Kỳ
- Hải quân Hoa Kỳ

## Tính năng kỹ chiến thuật (Hotspur Mk II)

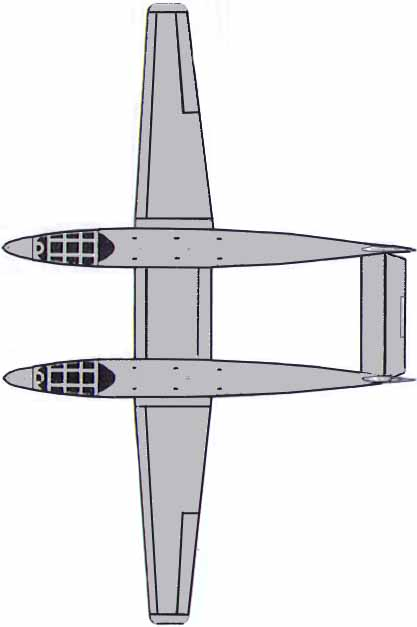
Twin Hotspur

Dữ liệu lấy từ The Encyclopedia of Weapons of World War II
Đặc điểm tổng quát
- Kíp lái: 2
- Sức chứa: 8 lính
- Chiều dài: 39 ft (11,89 m)
- Sải cánh: 45 ft 10¾ in (13,99 m)
- Chiều cao: 10 ft (3,05 m)
- Diện tích cánh: 272 ft² (25,3 m²)
- Trọng lượng rỗng: 1.661 lb (753 kg)
- Trọng lượng cất cánh tối đa: 3.598 lb (1.632 kg)

 Hiệu suất bay 
- Vận tốc cực đại: 90 mph (145 km/h)

- Tầm bay: 83 dặm khi thả ở độ cao 20.000 ft (134 km khi thả ở độ cao 6.100 m)
- Tải trên cánh: 13,23 lb/ft² (64,6 kg/m²)